# Адамити
Адамити су били ранохришћанска секта, која је постојала у северној Африци између 2. и 4. века, а у Европи у средњем веку. 
Адамити настоје да обнове првобитну невиност Адама и Еве пре њиховог изгонства из раја. Они су ходали наги и практиковали свети нудизам приликом верских обреда.

## Неоадамити
У Европи између 13. и 15. века неколико засебних верских група поново оживљава ову праксу (нпр: Братство слободног духа, таборити, итд.). Приврженици адамитства се појављују и у Бугарској средином 14. века, али су на црквеном сабору у Великом Трнову неки од њихових вођа приморани да се одрекну овог учења, а неки погубљени.